# Central Español Fútbol Club
El Central Español Fútbol Club és un club de futbol uruguaià de la ciutat de Montevideo.
Juga els seus partits a l'Estadi Parque Palermo.
El club va ser fundat el 1905 amb el nom Central FC, després de la fusió dels clubs Solís Bochas i Soriano Polideportivo. Fou un dels clubs, juntament amb Peñarol, fundadors de la FUF (Federació Uruguaiana de Futbol) el 1923, en ser expulsat de la AUF. Aquesta federació dissident durà tres temporades. L'any 1971 li fou afegit el terme Español al nom.

## Palmarès
- Campionat uruguaià de futbol:

1984
- Segunda División Uruguay:

1961, 1983, 2011–12
- Tercera División Uruguay:

1928 (com a Central FC)